# Кальварский, Анатолий Владимирович
Анатолий Владимирович Кальварский (родился 17 июня 1934 года, Ленинград) — советский и российский композитор, пианист, руководитель оркестра. С 1979 года — член Союза композиторов СССР. С 1998 года — Заслуженный деятель искусств Российской Федерации. Неоднократный лауреат российских и международных джазовых фестивалей, лауреат премии правительства Санкт-Петербурга. Обладатель Гран-при первого всероссийского композиторского конкурса имени Андрея Петрова за песню «Без тебя» на стихи Татьяны Калининой. Награждён Орденом Дружбы.

## Биография и творчество
В 1956 году окончил теоретико-композиторское отделение музыкального училища при Ленинградской консерватории. По окончании учёбы начал работать пианистом-концертмейстером в Ленгосэстраде, одновременно участвуя в джазовом ансамбле. Первые сочинения Кальварского прозвучали на Ленинградском радио в ноябре 1955 года. С того времени началась его основная работа — композитора и аранжировщика. В 1960-е годы Кальварским написано много инструментальной музыки, исполняемой эстрадными (джазовыми) ансамблями и оркестрами В 1956-60 годах Анатолий Владимирович стал известен как пианист ансамбля Ореста Кандата. В 1960-62 и 1968-73 годах был музыкальным руководителем Государственного эстрадного оркестра Азербайджана. В 1966 году возглавил в Ленинграде оркестр «Метроном», получивший признание на 2-м городском фестивале. В 1975-77 годах был художественным руководителем и дирижёром эстрадно-симфонического оркестра Ленинградского радио и телевидения. Делал аранжировки для спектаклей Ленинградского театра им. Ленинского комсомола и Театра им. Ленсовета (аранжировка к «Трехгрошовой опере», реж. И. П. Владимиров), аранжировал несколько баллад Владимира Высоцкого к кинофильму «Бегство мистера Мак-Кинли» (1975). В 1978 году написал на стихи Эдуарда Нахамиса и Николая Денисова четыре баллады, которые были выпущены на виниловой пластинке фирмой «Мелодия» в исполнении Андрея Миронова — «Баллада о манекенах», «Баллада о вечном движении», «Баллада о рыцарях» и «Баллада о сказочных трубочистах». Впоследствии полностью посвятил себя композиторской деятельности. Много сотрудничал с Игорем Кио, писал музыку для цирковых постановок, в российских цирках почти тридцать лет звучит музыка Кальварского. В песенном жанре сотрудничал с такими поэтами, как Ким Рыжов, Татьяна Калинина, Вячеслав Вербин, Регина Лисиц, Николай Денисов, Олег Чупров, Илья Резник, Виктор Шварц, Михаил Танич. Сам Анатолий Кальварский одной из основных своих песен считает «Снимается кино» на стихи Олега Рябоконя, которую сначала записал Михаил Боярский, а впоследствии в телефильме «Один за всех!» перепел Николай Караченцов.
Анатолий Кальварский известен как автор музыки к кинофильмам, телевизионным передачам театральным постановкам,, двум мюзиклам — «Кукла наследника Тутти» (главные вокальные партии исполнили в нём Павел Смеян и Лариса Долина) и «Звериный круг», около шестидесяти оркестровых пьес, множества песен. Его песни звучат в исполнении Михаила Боярского, Николая Караченцова, Андрея Миронова, Эдиты Пьехи, Ленинградского Диксиленда, Людмилы Гурченко, Елены Дриацкой, Муслима Магомаева, Юрия Охочинского, Эдуарда Хиля, Иосифа Кобзона, Ирины Понаровской, Ларисы Кандаловой, Сергея Захарова, Виктора Кривоноса, Ларисы Долиной и других выдающихся исполнителей.
 За цикл сочинений о родном городе Кальварский удостоен звания лауреата премии правительства Санкт-Петербурга в области литературы, искусства и архитектуры. Песня «Без тебя» на стихи Татьяны Калининой принесла Анатолию Кальварскому Гран-при первого всероссийского композиторского конкурса имени Андрея Петрова.   С 2000 года он концертирует как солирующий пианист с авторским проектом «Букет Анатолия Кальварского в джазовых тонах», побывав на гастролях во многих городах России. В последнее время Анатолий Владимирович работает в тесном творческом союзе с певцом Сергеем Рогожиным. В 2010 году ими был выпущен совместный альбом «Два сердца».
Живёт и работает в Санкт-Петербурге. За свою деятельность он награждён «Орденом Дружбы». C 2013 года - преподаватель в СПбГИК (преподаёт композицию и аранжировку).

## Семья
- Жена — Эльмира Мамедовна Кальварская
- Сын — Сергей Анатольевич Кальварский (род. 10 мая 1965) — актёр, режиссёр, продюсер.
- Сын — Эмиль Анатольевич Кальварский ( род. 7 апреля 1971)
- Внучка — Кристина Эмильевна Кальварская (род. 12 июля 2015)

## Фильмография

### Композитор
- 1976 — «Седьмой джинн»
- 1976 — «Сюрприз табачного короля» (короткометражный)
- 1978 — «Удобно в пути» (короткометражный)
- 1985 — «Один за всех!»
- 1988 — «Когда отзовется эхо»
- 2001 — «Убойная сила — 3» (фильм № 5 «Роль второго плана»)[4]

## Авторская дискография
- 1978 год — «Мелодии и песни Анатолия Кальварского» (винил)
- 1980 год — «Поёт Андрей Миронов» (винил)[15]
- 1983 год — «Сердце не может позабыть» (винил)[16]
- 2009 год — «Старинный альбом» (CD)[17]
- 2010 год — Сергей Рогожин «Два сердца» (CD)

## Избранные песни
- «Артисты не устали» (слова Виктора Шварца), исполняют Павел Смеян и Лариса Долина, из мюзикла «Кукла наследника Тутти»
- «Баллада о вечном движении» (слова Николая Денисова и Эдуарда Нахамиса), исполняет Андрей Миронов
- «Баллада о манекенах» (слова Николая Денисова и Эдуарда Нахамиса), исполняет Андрей Миронов
- «Баллада о рыцарях» (слова Николая Денисова и Эдуарда Нахамиса), исполняет Андрей Миронов
- «Баллада о сказочных трубочистах» (слова Николая Денисова и Эдуарда Нахамиса), исполняет Андрей Миронов
- «Баллада о чудесах» (слова Вячеслава Вербина), исполняет Михаил Боярский
- «Белая ночь» (слова Кима Рыжова), исполняет Елена Дриацкая
- «Весёлый пудель» (слова Олега Чупрова), исполняет Игорь Скляр
- «Внуки» (слова Виктора Шварца), исполняют Манана Гогитидзе и Михаил Боярский
- «В одни ворота» (слова Михаила Рябинина), исполняет Николай Караченцов
- «Возвращайтесь в детство» (слова Виктора Шварца), исполняет Лариса Долина, из мюзикла «Кукла наследника Тутти»[17]
- «Да, это счастье» (слова Кима Рыжова), исполняет Нина Бродская
- «Дождь за окнами» (слова Татьяны Калининой), исполняет Эдита Пьеха
- «Ещё не вечер!» (слова Кима Рыжова), исполняет Михаил Боярский
- «Интересное кино» (слова Олега Чупрова), исполняет Михаил Боярский
- «Лестница в небо» (слова Кима Рыжова), исполняет Михаил Боярский
- «Мне плохо без отца» (слова Виктора Шварца), исполняет Михаил Боярский
- «Не повторяй!» (слова Лидии Козловой), исполняет Михаил Боярский
- «Обида» (слова Евгения Бохановского), исполняет Иосиф Кобзон
- «Памятник» (слова Ильи Шустаровича), исполняет Иосиф Кобзон
- «Песня гимнаста Тибула» (слова Виктора Шварца), исполняет Павел Смеян, из мюзикла «Кукла наследника Тутти»
- «Песня мятежников» (слова Виктора Шварца), исполняет Павел Смеян, из мюзикла «Кукла наследника Тутти»
- «Песня оружейника Просперо» (слова Виктора Шварца), исполняет Павел Смеян, из мюзикла «Кукла наследника Тутти»
- «Письмо» (слова Татьяны Калининой), исполняет Михаил Боярский
- «Подруги» (слова Ильи Резника), исполняет Иосиф Кобзон
- «Поезда разлук» (слова Анатолия Горохова), исполняет Михаил Боярский
- «Путь к тебе» (слова Ильи Резника), исполняет Сергей Захаров
- «Самовар» (слова Бориса Пургалина), исполняет Николай Караченцов
- «Снимается кино» (слова Олега Рябоконя), исполняет Михаил Боярский (впоследствии песню записал Николай Караченцов)
- «Старинный альбом» (слова Виктора Шварца), исполняет Михаил Боярский
- «Старый галстук» (слова Кима Рыжова), исполняет Михаил Боярский
- «Старый шут» (слова Виктора Шварца), исполняет Михаил Боярский
- «Танцующий осьминог» (слова Эдуарда Кузнецова), исполняет Андрей Миронов
- «Третий тост» (слова Виктора Шварца), исполняет Николай Караченцов
- «Ты мне песню подари» (слова Ильи Резника), исполняет Лили Иванова
- «Уланы и драгуны» (слова Михаила Танича), исполняет Эдуард Хиль[2]
- «Цирк едет» (слова Вячеслава Вербина), исполняет Михаил Боярский
- «Чудо-машина» (слова Олега Чупрова), исполняет Андрей Миронов